# هوارد هاك
هوارد هاك (بالإنجليزية: Howard Hack)‏ هو رسام وفنان أمريكي، ولد في 6 يوليو 1932 في شايان في الولايات المتحدة، وتوفي في 11 يونيو 2015 في أوكلاند في الولايات المتحدة.